# Juan de Castellanos
Juan de Castellanos (Alanís, provincia de Sevilla, 9 de marzo de 1522-Tunja, Nuevo Reino de Granada, 27 de noviembre de 1607) fue un explorador, militar, cronista y sacerdote español. Castellanos pertenece a los denominados «poetas de Cubagua», junto con Pedro de la Cadena, Lázaro Bejarano, Gonzalo de Zúñiga y el Deán Rodríguez de Robledo.

## Biografía

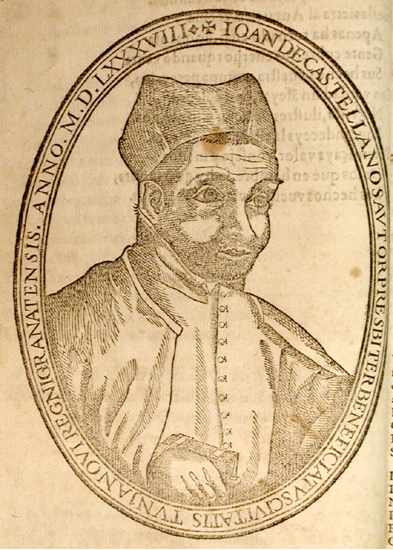
Retrato de Juan de Castellanos, 1589.

### Primeros años
Nació el 9 de marzo de 1522. Hijo de campesinos, era un niño cuando abandonó el pueblo y se fue a Sevilla, bajo la tutela del bachiller Miguel de Heredia, para estudiar latín, gramática, preceptiva y poesía, en la Escuela de Estudios Generales en Sevilla. 
Muy joven, con diecisiete años y quizá sin el permiso familiar, marchó como soldado a América en compañía de su coterráneo Baltasar de León, hijo del gran soldado Juan de León; pero en San Juan de Puerto Rico empezó a ayudar al obispo de la isla y, fallecido este, estuvo en Santo Domingo, Aruba, Bonaire y Curazao.

### Cubagua
En 1541 llegó a la isla de Cubagua o "de las Perlas", donde, "con ayuda de los nativos", se dedicó a la industria que le daba nombre. Con el mismo propósito estuvo en Isla Margarita y en Trinidad. En 1544 pisó por primera vez Tierra Firme, en concreto el Cabo de la Vela, donde siguió con el comercio de las perlas y fue padre de una niña, Gerónima. 

### Nueva Granada
Después pasó por Santa Marta, Salinas de Tapé y finalmente llegó a Cartagena de Indias en 1545. Hizo algunas incursiones al interior, a veces con ambiciones mineras, como en Gualacha y Maconchita, y descubrió Hungría.

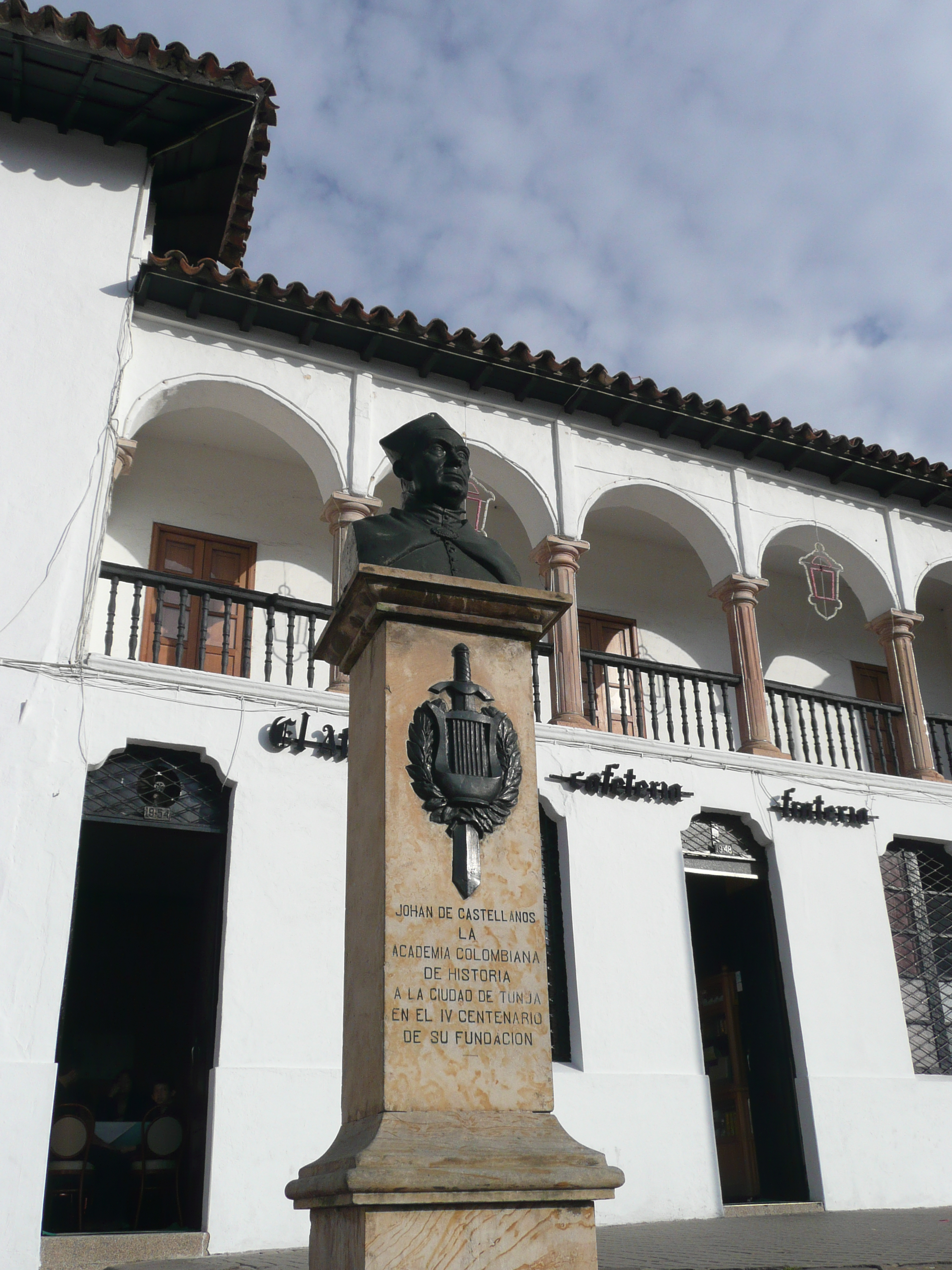
Busto de Juan de Castellanos en la Plaza de Bolívar de Tunja, Colombia.

En 1550 fundó la ciudad de Valledupar junto a Hernando de Santana y empezó los trámites para ordenarse sacerdote, lo que consigue en Cartagena de Indias en 1559. Antes, en 1552, se embarcó junto al ilustre capitán Pedro de Ursúa y Pedro Briceño, Contador de la Real Hacienda de su Majestad en el Nuevo Reino; pero lo abandonó cuando quiso pasarse al Perú, en lo que anduvo acertado, porque eso probablemente lo libró de ser asesinado por el famoso Lope de Aguirre y sus marañones.
En Cartagena de Indias ejerció de capellán hasta 1558 y luego en Riohacha hasta 1561 como vicario. En 1562 se le nombró cura de la Catedral de Tunja y en 1569 beneficiado de la misma por real provisión de Felipe II. 
Murió en este cargo a la muy avanzada edad de 85 años, el 27 de noviembre  de 1607.

## Obras importantes

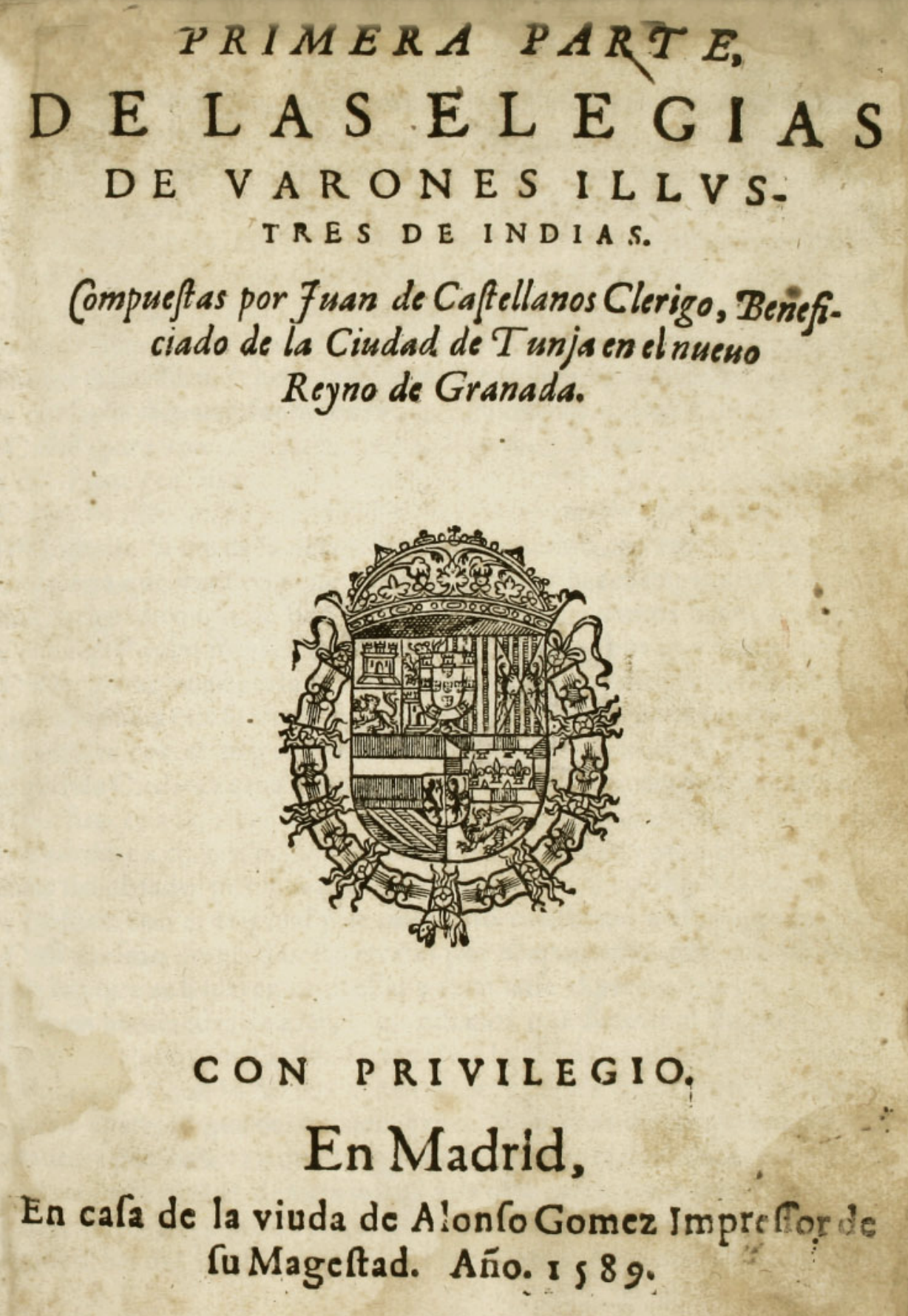
Elegías de varones ilustres de Indias.

### Primeras obras
En Cartagena de Indias escribió los primeros poemas que se conocen de su mano: Discurso del capitán Francisco Drake y San Diego de Alcalá, en octavas reales. 

### Elegías
Su obra más destacada, es el poema Elegías de varones ilustres de Indias de 113.609 versos endecasílabos agrupados en octavas reales (se trata del poema más extenso en cualquier lengua), biografías de los hombres que más se destacaron en el descubrimiento, conquista y colonización de Hispanoamérica. 
Publicado en 1589 se divide en cuatro partes compuestas de diversas elegías que a su vez contienen diversos cantos.
- La primera narra los viajes de Cristóbal Colón, la conquista de Trinidad, Cubagua y Margarita y la exploración del Orinoco. Fue la única parte impresa en vida del autor.[4]
- La segunda habla sobre Venezuela, el Cabo de la Vela y Santa Marta.
- La tercera, habla sobre Cartagena de Indias, Popayán y Antioquia.
- La cuarta constituye la Historia del Reino de Nueva Granada, sobre la conquista de Bogotá, Tunja y pueblos aledaños.

El libro tiene un valor histórico evidente. Si se le ve del lado literario Elegías de varones ilustres de Indias es una obra muy desigual. Si hablamos de valor poético, la primera parte excede de manera visible a las demás.
Juan de Castellanos escribió primero la obra en prosa y luego la redujo a verso, esta última tarea que le llevó diez años, dedicando finalmente su obra a Felipe II. 